# Starověrci

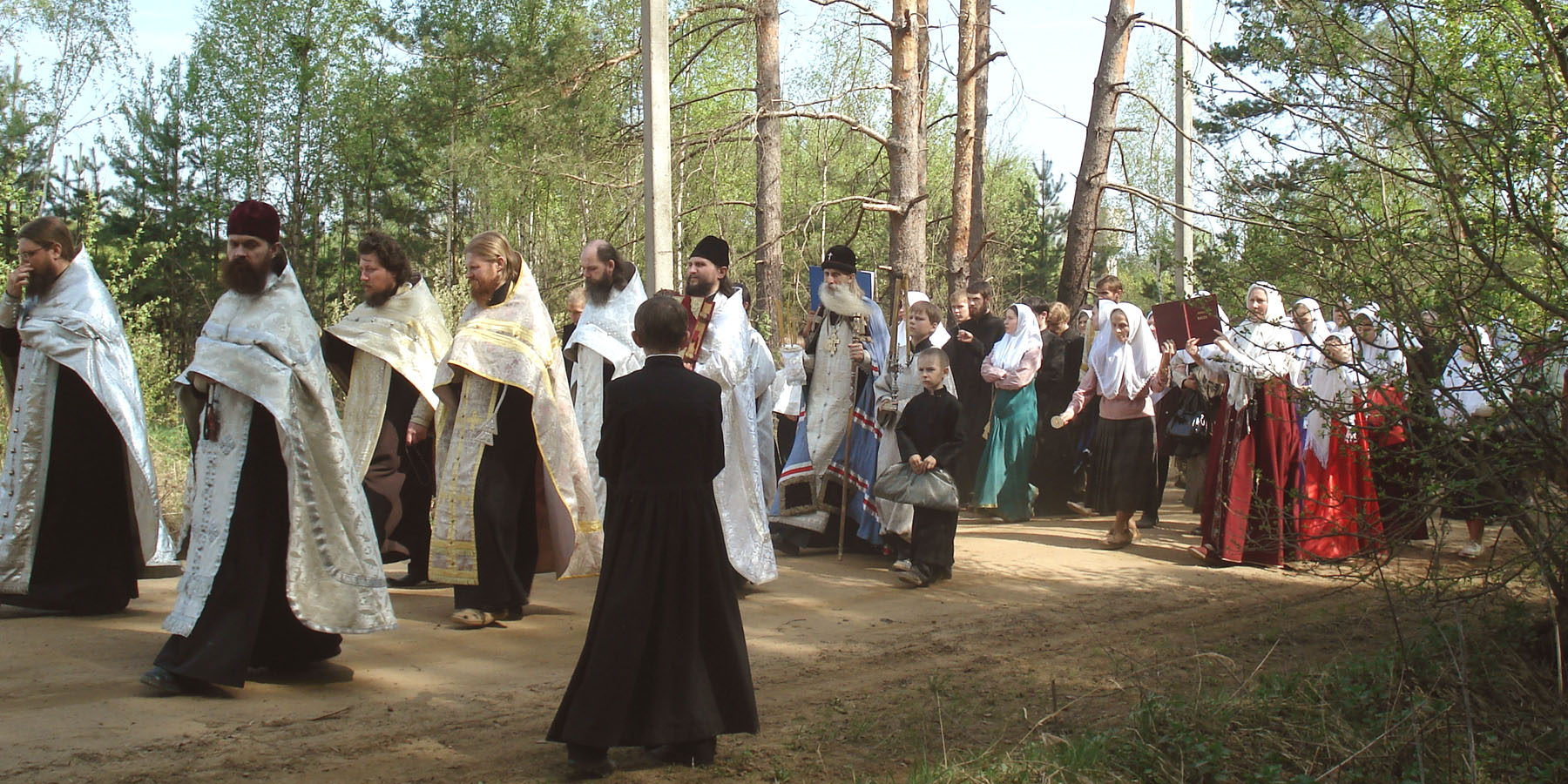
Starověrci v Rusku

Starověrci, též staroobřadníci, rozkolníci (rusky старообрядчество), je náboženské a společenské hnutí, které se pod vedením protopopa Avvakuma oddělilo od Ruské pravoslavné církve na protest proti reformám patriarchy Nikona v letech 1666–1667 a dodnes praktikuje její dřívější liturgii. Označování tohoto hnutí jako rozkolníků vychází z ruského slova раскол (rozkol) čili schizma, které nastalo po zmíněných reformách.

## Historie

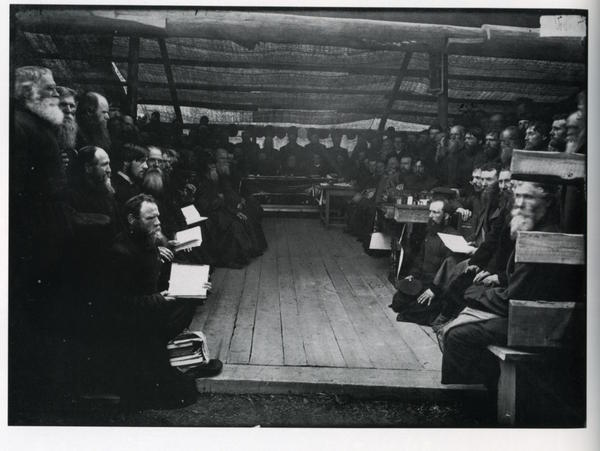
Setkání starověrců v Rusku

Starověrci byli oficiální církví pronásledováni jako kacíři, což u nich vedlo k živení apokalyptických vizí, odmítání církve a státu. V době odštěpení od oficiální pravoslavné církve mohli tvořit až 10 % pravoslavných obyvatel ruské říše. V 18. století jich mnoho uprchlo do asijské části carského Ruska, jiní byli násilně vypovězeni z evropské části Ruska. Mnoho komunit žilo v téměř úplné izolaci po celá staletí. Po zajetí a upálení Avvakuma roku 1682 neměli starověrci vlastní kněžský dorost (také proto, že se k nim nepřipojil žádný pravoslavný biskup) a ti, kteří nechtěli přijímat svátosti od pravoslavných kněží, slavili bohoslužby bez nich. Proto se nazývají bezpopovci. (Ti, co si zachovali kněze a svátosti, jsou nazývaní popovci).
Protože byly jejich komunity rozptýlené na rozsáhlých územích, rozdělili se na 12 různých skupin s vlastními rysy. Podařilo se jim zachovat tradiční ruskou ikonografii v době, kdy oficiální církev se více přimykala k moderním uměleckým formám. Jejich komunity jsou roztroušeny po celém severu Ruska od Karélie až po Ural.

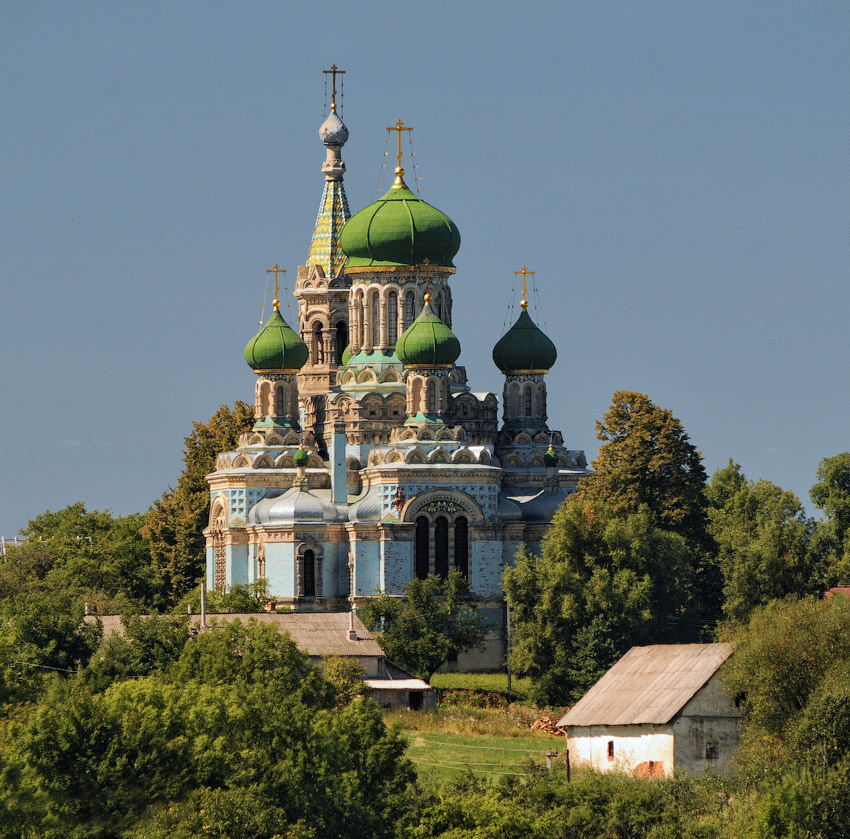
Katedrála starověrců, Bělaja Krinica

Roku 1847 bývalý pravoslavný metropolita Sarajeva (v Bosně) Ambrosios přijal starověrce a vysvětil jim dva biskupy pro ty, kteří si zachovali kněze a svátosti. Tak vznikla biskupská hierarchie popovců. Teprve po 3. květnu 1905, kdy car Mikuláš II. vydal edikt o toleranci, bylo starověrcům dovoleno volně, legálně působit.
Dnes je největší kněžskou skupinou starověrců (popovců) Ruská pravoslavná církev starého obřadu, známá též jako církev „Bělaja Krinica“, podle vesnice na západní Ukrajině, kde je jedna z jejich největších komunit. Vedení církve tam vzniklo v carské době, protože obec ležela na druhé straně hranice, v habsburské říši. Vysvětil je metropolita Ambrosios (viz výše), od něj vyplývají jejich svěcení. V současné době (květen 2008) stojí v čele metropolita Kornilij (Titov), metropolita Moskvy a celé Rusi, zvolený roku 2005, sídlící v Moskvě. Církev má 4 biskupy a asi 250 farností v Rusku, na Ukrajině, v Bělorusku a Kazachstánu. V roce 1996 byl v Moskvě otevřen jejich seminář.